# Præsidentvalg (USA)
Præsidentvalg i USA afgør, hvem der bliver landets præsident og vicepræsident. Præsidentvalget er indirekte, da de registrerede vælgere i hver delstat (samt Washington D.C.) stemmer om, hvem delstatens delegerede i valgmandskollegiet skal stemme på. Valgsystemet tager ikke højde for, hvor stor sejren bliver, dvs. at en stat tæller lige meget, om den vindes med 51 % af stemmerne, eller om den vindes med 100% af stemmerne, dog fordeles de delegerede anderledes i Maine og Nebraska. Hver delstat har et antal delegerede, som tilsvarer dens repræsentation i Kongressen (Washington D.C. har tre delegerede). Antal delegerede for hver stat bliver afgjort ud fra statens indbyggertal, da antallet af repræsentanter afgøres af indbyggertallet.
Der er 538 delegerede på valg ved hvert præsidentvalg (100 senatorer + 435 repræsentanter + 3 stemmer for Washington D.C.). Kandidaterne skal derfor have mindst 270 delegerede for at blive præsident.
Præsidentvalget holdes hvert fjerde år i år deleligt med 4, på den første tirsdag efter den første mandag i november. Præsidenten og vicepræsidenten vælges på en fælles kandidatliste. Præsidenten kan samlet være ved magten i 10 år, da personen kan genvælges én gang plus det er tilladt at have siddet som præsident i op til en halv periode inden man bliver valgt første gang hvis den tidligere præsident har måttet gå af før tid.